# يوم طخفة
يوم طفخة، لبني يربوع من تميم على عساكر النعمان بن المنذر ملك الحيرة وطخفة موضوع ماء في بلاد نجد على طريق البصرة مكة.

## الأسباب
كان بني يربوع من تميم أكثر الناس إغارة على أهل العراق فأصلحهم المناذرة على أن يعطوهم الردافة وهي الوزارة بشرط أن يكفوا عن غزو العراق، فاستمر لبني يربوع الردافة يتوارثونها صغيرًا عن كبيرًا فلما جاء أيام النعمان بن المنذر منعها عنهم.

## المعركة
أرسل النعمان بن المنذر جيشًا كثيفًا، وكان على رأس الجيش قابوس بن النعمان وعمه حسان بن المنذر، فساروا إلى بني تميم في طخفة فاقتتلوا قتالُا شديد فقتل بني تميم الكثير من عساكر النعمان بن المنذر، وأسروا أخاه حسان بن المنذر وابنه قابوس بن النعمان وانهزم جيش المناذرة فأرسلوا إلى النعمان شهاب اليربوعي التميمي فعندما وصل قال له النعمان: «يا شهاب، أدرك ابني وأخي وأني أعيد الردافة إلى بني يربوع واترك لهم ما قتلوا وما غنموا وأرسل لهم ألفي بعير»، فعادت الردافة إلى بني يربوع.

## يوم طخفة في الشعر
- قال شريح بن الحارث:

- وقال مالك بن نويرة:

- وقال عمرو بن حوط:

- وقال جرير

 ويقول أيضاً: